# Helicopsyche minuta
Helicopsyche minuta är en nattsländeart som beskrevs av Martin E. Mosely 1939. Helicopsyche minuta ingår i släktet Helicopsyche och familjen Helicopsychidae. Inga underarter finns listade i Catalogue of Life.